# Andrzejki-Tyszki
Andrzejki-Tyszki je vesnice v severovýchodní části Polska v Mazovském vojvodství v okrese Ostrolenka v gmině Czerwin. Leží 100 km severovýchodně od Varšavy. Vlastní vesnice Andrzejki-Tyszki čítá 120 obyvatel. První písemná zmínka o lokalitě pochází z 15. století.